# 310 TCN
310 TCN là một năm trong lịch La Mã.